# Вулиця Воробкевича (Львів)
Вулиця Воробке́вича — вулиця у Личаківському районі міста Львова, в місцевості Личаків. Сполучає вулиці Круп'ярську та Мучну.

## Історія
На початку XX століття вулиця Воробкевича була частиною вулиці Круп'ярської, у 1933 році виділена в окрему вулицю Орлят, названу на честь молодих поляків, які брали участь в польсько-українській війні 1918–1919 років. Протягом німецької окупації — Адлерґассе. У радянські часи, у жовтні 1945 року, отримала назву Молодіжна, з 1946 року — Молодої Гвардії, на згадку про радянську підпільну організацію «Молода гвардія», що діяла на сході України під час другої світової війни. Сучасна назва походить з 1992 року, на пошану українського буковинського письменника та композитора Сидора Воробкевича.

## Забудова
Вулиця забудована переважно кам'яницями першої третини XX століття. Під № 2, 4, 6, 8 — п'ятиповерхові житлові будинки, споруджені у 1990-х роках, під № 24 — типова «хрущовка» 1960-х років.

## Пам'ятки
На вулиці Воробкевича, 3 зростає ботанічна пам'ятка природи місцевого значення Франковий Дуб. Дерево було висаджене 1926 року учнями, вчителями і батьками на території школи імені Князя Льва товариства «Рідна Школа» з нагоди 10-х роковин з дня смерті Івана Франка.